# 相互作用点
在粒子物理学中，相互作用点（英語：interaction point）是指粒子间发生碰撞的地方。需要加以区分的是“象征”（Nominal IP）相互作用点和“真实（物理）”相互作用点（real or physics IP），前者指相互作用点的设计值，而后者指粒子实际发生碰撞的位置。
对于目标固定的实验，相互作用点是粒子束和靶相互作用的位置。对于粒子对撞机，相互作用点是粒子束之间发生撞击的地方。粒子加速器的粒子探测器被安装在加速器的象征相互作用点。因此，相互作用点附近的所有区域都被成为相互作用区域。诸如大型正负电子对撞机、HERA、RHIC、兆电子伏特加速器以及大型强子对撞机可以提供若干个相互作用区域，从而可以让不同的几个实验采集相同粒子撞击的实验结果。